# NGC 4203
NGC 4203 este o liner situată în constelația Părul Berenicei. A fost descoperită în 20 martie 1787 de către William Herschel. Se află la o distanță de 15,28 megaparseci de Pământ.